# Takashi Nemoto
Takashi Nemoto (根本 敬?, Nemoto Takashi; Tokyo, 28 giugno 1958) è un fumettista e illustratore giapponese.

## Biografia
Disegna sin dall'infanzia, con tematiche e ossessioni che rimarranno coerenti fino alla maturità : uno dei suoi primi racconti manga, della terza elementare, mostrava l'imperatore Hirohito  picchiato nei bagni pubblici e alla fine costretto a farsela nei pantaloni. Annoiato e non ispirato dal contemporaneo manga popolare che lo circondava, ignaro delle innovazioni underground ,Nemoto all'età di tredici anni smette di disegnare . La scoperta casuale di  "La passione del Pinguino Gohan" (情熱のペンギンごはん?, Jōnetsu no Penguin Gohan) di Teruhiko Yumura (湯村 輝彦?) ,alla fine degli anni settanta, riaccende il suo entusiasmo per i manga.
(Intervista di Dan Nadel a Takashi Nemoto , 2008)
Spinto dall'influenza di Yumura, nel 1980 Nemoto presenta alla rivista Garo, che incoraggiava artisti underground e alternativi al mainstream, un manga di dieci pagine e viene pubblicato. Questa prima storia era una fusione, senza precedenti, tra il meditativo e letterario stile di maestri come Yoshiharu Tsuge e Kazuichi Hanawa e la tumultuosa influenza di Yumura. Nemoto si trova presto ad essere una figura centrale nel singolare, anche se di nicchia, rinascimento del fumetto giapponese che si stava svolgendo all'interno delle pagine di Garo tra la fine degli anni '70 e l'inizio degli anni '80. Crea due personaggi, l'egoista Sakichi Yoshida (吉田佐吉?) e il passivo Tōkichi Murata (村田藤吉?), che incarnano i due estremi dell'essere umano e, attraverso loro, si sfoga cercando di essere il più volgare possibile. Nel suo lavoro l'abiezione e il degrado umano hanno una matrice aggressiva e politica, un attacco a tutto campo, lanciato al culmine della bolla economica, contro i valori del mondo del lavoro giapponese e contro le nozioni di orgoglio nazionale e razziale, il manga diviene arma bianca e insubordinazione contro una società fortemente disciplinata e conservatrice. Con irruenza adolescenziale rappresenta il comportamento umano al suo peggio, ricalibrando i limiti di ciò che possiamo tollerare su una pagina a fumetti. Sin dai primi lavori Nemoto diventa uno degli autori più prolifici del mondo dell'arte underground, dai suo lavori per Garo, all’illustrazione di cover per CD musicali, ai contributi con strisce e illustrazioni in riviste giapponesi di musica leggera e di cultura pop. Insieme al critico culturale Manabu Yuasa, è coautore di uno studio fondamentale sulla cultura di strada sud coreana.
Le sue opere più famose e controverse sono state raccolte nell'antologia Monster Men Bureiko Lullaby (怪人無礼講ララバイ?, kaijin bureikō rarabai) ,  originariamente pubblicata in Giappone nel 1990, e tradotta in lingua inglese dalla PictureBox nel 2008.